# Athroostachys
Athroostachys és un gènere de bambús de la família de les poàcies, ordre de les poals, subclasse commelínides, classe liliòpsides, divisió magniliofitins.

## Taxonomia
A juny de 2024, el gènere compta amb 2 espècies acceptades:
- Athroostachys capitata (Hook.) Benth.
- Athroostachys shepherdiana (Santos-Gonç., Filg. & L.G.Clark) C.Jesus-Costa & Santos-Gonç.